# Silnice II/260

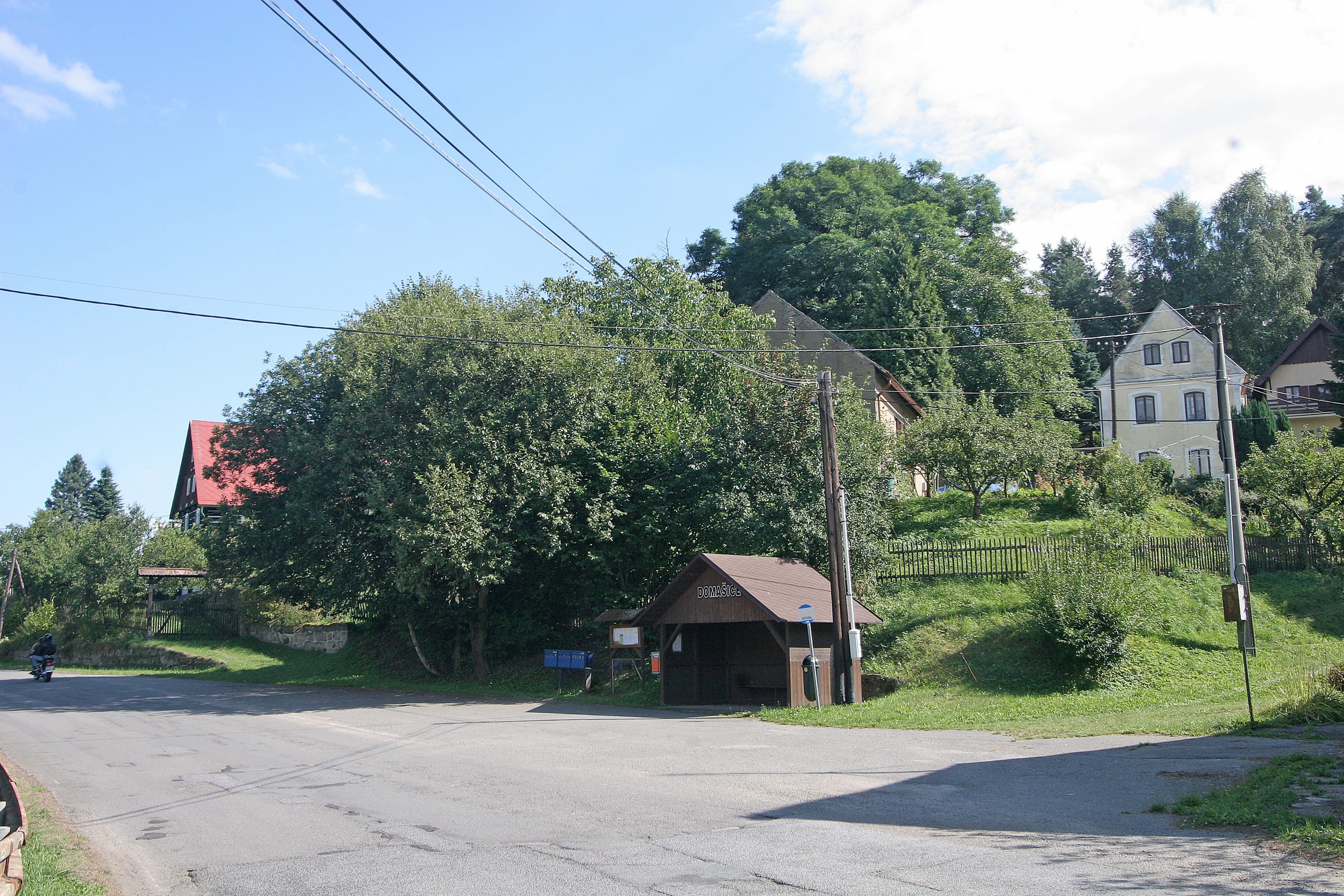
Silnice 260 přes obec Domašice

Silnice II/260 je silnice II. třídy v severní části České republiky, v okresech Česká Lípa a Litoměřice, patřících do Libereckého a Ústeckého kraje. Začíná v Dubé a končí v Úštěku.
V roce 2019 byl založen Svazek obcí pro silnici II/260, který si mj. klade za cíl vyloučení kamiónové dopravy.

## Vedení silnice

### Okres Česká Lípa
- Silnice začíná v Dubé, kde odbočuje ze silnice I/9 vedené od Prahy na sever. V Dubé je odbočkou z ulice Českolipské severozápadním směrem.
- Pokračuje na přes obec Pavličky do Tuhaně. V přímém směru pokračuje jako silnice II/269, ale silnice 260 na křižovatce uhýbá pravoúhle k severu.
- Prochází obcemi Tuhanec, Obrok, Domašice. Poblíž obce Skalka u Blíževedel se lomí k západu a opouští českolipský okres.

### Okres Litoměřice
- Prochází obcí Ostré směrem na město Úštěk.
- Do Úštěka se dostává ulicemi Hřbitovní a Polské lidové armády a končí zde napojením na silnici I/15.